# Невядув
Невядув (пол. Niewiadów) — село в Польщі, у гміні Уязд Томашовського повіту Лодзинського воєводства.
Населення — 324 особи (2011).
У 1975-1998 роках село належало до Пйотрковського воєводства.

## Демографія
Демографічна структура станом на 31 березня 2011 року:
|          | Загалом | Допрацездатний вік | Працездатний вік | Постпрацездатний вік |
| -------- | ------- | ------------------ | ---------------- | -------------------- |
| Чоловіки | 172     | 31                 | 123              | 18                   |
| Жінки    | 152     | 25                 | 91               | 36                   |
| Разом    | 324     | 56                 | 214              | 54                   |